# Théodore Kohn
Theodor Kohn (22 mars 1845 à Březnice - 3 décembre 1915 à Ehrenhausen) fut archevêque d'Olomouc, et professeur de droit canon.

## Biographie
Theodor Kohn naquit dans une famille d'origine juive mais son grand-père s'était converti au catholicisme. Après avoir passé sa Reifeprüfung au gymnase de Strážnice il étudia la théologie et fut ordonné prêtre le 5 juillet 1871. En 1875, il passa son doctorat en théologie. À partir de 1874, il travailla comme secrétaire et vice-maître des cérémonies de l'archevêque d'Olomouc, Friedrich Egon von Fürstenberg. Pendant les années qui suivirent, l'archevêque dont la santé ne cessait de faiblir lui confia de nouvelles fonctions. Par ailleurs, Theodor Kohn occupait le poste de professeur extraordinaire à la Faculté de théologie de l'Université d'Olomouc.
Après la mort de l'archevêque Furstenberg le chapitre de la cathédrale choisit le 7 décembre 1892 Theodor Kohn comme son successeur et le pape Léon XIII confirma l'élection le 10 janvier 1893.
Durant son mandat Kohn sans négliger ses devoirs pastoraux, veilla à la santé financière de son diocèse. Il rénova dans les paroisses les fondations en faveur des pauvres et soutint d'autres projets sociaux. Il favorisa les arts et, entre autres, fit restaurer le palais archiépiscopal et le jardin d'agrément de Kroměříž et en même temps qu'il participait financièrement à la création du Musée Jan Amos Comenius à Uherský Brod. Comme il s'était aventuré à critiquer la hiérarchie ecclésiastique, le Sacré-Collège lui recommanda vivement en décembre 1903, d'abandonner ses fonctions et de quitter le diocèse.
Theodor Kohn renonça à son siège le 10 juin 1904. Il acheta le château de Ehrenhausen en Styrie et y passa le reste de sa vie. Après sa mort, en 1915, il fut enterré dans le mausolée des princes Eggenberg. Il légua toute sa fortune à l'université de Brno.

## Les circonstances de sa démission
Sur les circonstances de sa démission on consultera un article paru dans L'Abeille de la Nouvelle-Orléans du 31 mars 1910, lequel journal dès cette époque n'avait plus sans doute que son titre de francophone puisque les lignes qui suivent sont traduites de l’anglais : 

« Un juif haut placé dans l'Église catholique.

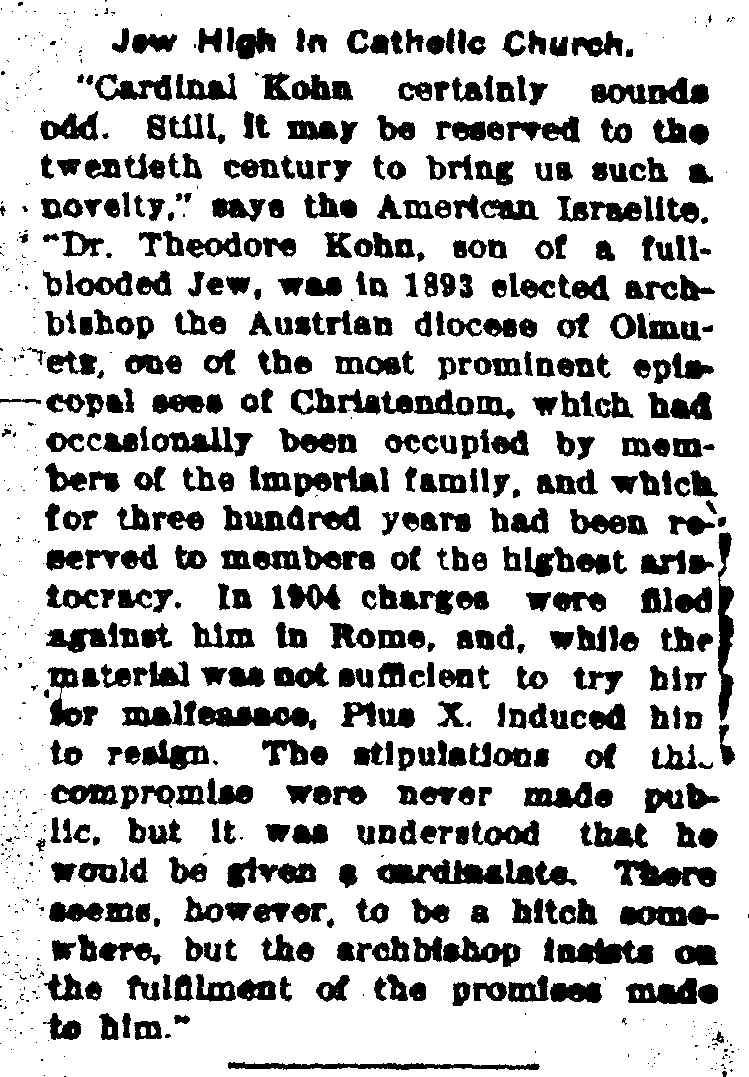
L'article anglais dans L'Abeille

Cardinal Kohn... voilà qui sonne de façon étrange. De fait il semble réservé au vingtième siècle de nous apporter des nouveautés de ce genre » disent les juifs américains. « En 1893 le Dr. Theodore Kohn, fils d'un juif de pure race, avait été choisi comme archevêque du diocèse autrichien d'Olmütz, un des sièges épiscopaux les plus prestigieux de la chrétienté, qui avait été quelquefois occupé par des membres de la famille impériale et qui depuis trois cents ans avait été réservé à des membres de la plus haute aristocratie. En 1904 des accusations furent portées contre lui à Rome et, bien que les charges fussent insuffisantes pour le convaincre de malversations, Pie X l'incita à démissionner. Les clauses de ce compromis n'ont jamais été rendues publiques, mais il était entendu que l'on lui donnerait un cardinalat. Il semble toutefois qu'un problème se soit posé quelque part, mais l'archevêque exige qu'on tienne les promesses qu'on lui a faites. »

L'affaire semble donc obscure et la Catholic Encyclopedia montre son embarras en écrivant à l'article Olmütz : « Archbishop Theodor Kohn resigned his office in Rome on account of his great age », alors que l'intéressé n'avait que cinquante-neuf ans.